# ياسر رشيد
ياسر يعقوب محمد رشيد، صحافي وإعلامي سعودي. من مواليد مدينة جدة في المملكة العربية السعودية.
حصل على بكالوريوس الإعلام تخصص الصحافة من جامعة الملك عبد العزيز في جدة في العام 1999م للميلاد، وعمل كصحافي في مجموعة من الصحف السعودية والعربية وهي صحيفة البلاد، صحيفة الندوة، مجلة اقرأ، صحيفة الاقتصادية السعودية، صحيفة المدينة السعودية، صحيفة الحياة اللندنية بطبعتها السعودية، صحيفة الرؤيا الاقتصادية الإماراتية.

## العمل
أسس عام 2007 مركز ميديا لاين للدراسات والاستشارات الإعلامية في المملكة العربية السعودية ويرئس أعمالها حتى الآن.
خلال عمله في المجال الصحافي كمتفرغ، تدرج من صحافي في كل من جريدة البلاد وصحيفة الندوة، ثم عمل سكرتيرا للتحرير في مجلة اقرأ، وانتقل بعدها للعمل كصحافي اقتصادي في صحيفة الاقتصادية السعودية، انتقل بعدها للعمل في جريدة المدينة السعودية في مكتب الرياض، لينتقل بعدها لعمل كسكرتير للتحرير في صحيفة الحياة اللندنية بطبعتها السعودية في مدينة الرياض ومسؤولا عن القسم الاقتصادي لينتقل بعدها للعمل في أبو ظبي بالإمارات العربية المتحدة للعمل مسؤولا للتحرير لصحيفة الرؤية الاقتصادية الإماراتية. ليؤسس بعدها ميديا لاين للدراسات ولإستشارات الإعلامية في دولة الإمارات العربية المتحدة في دبي عام 2008 وحتى الآن.